# بتن پلیمری
بتن پلیمری متشکل از دو واژه «بتن+پلیمر» می‌باشد، که هر یک تعاریف جداگانه‌ای برای خود دارند و پلیمر به معنای به هم پیوستن و ترکیب شدن چند مولکول کوچک و یکسان و تشکیل مولکول بزرگ به نام پلیمر که این فرایند فرایند بسپار نام دارد.حال به سراغ معرفی بتن‌های پلیمری می‌رویم.از دیر باز با واژهٔ بتن آشنا هستیم، امروزه برای اینکه استحکام و مقاوت بتن را در برابر تحمل فشارها و تنش‌ها را بالا ببرند از ترکیب بتن با مواد شیمیایی متفاوتی بهره می‌برند؛ یکی از این مواد و کارها استفاده از پلیمرها و به نوعی پلیمر کردن بتن می‌باشد.این نوع ماده (پلیمر) ضمن دارا بودن استحکام بالا، دارای وزن پایین و مقاوم در برابر شرایط آب و هوایی و در برابر فشار و بارهای مختلف مقاومت خوبی را از خود نشان می‌دهد.در کل می‌توان بتن‌های پلیمری را ترکیبی از الیاف‌های طبیعی پلیمری در اندازهٔ دانه‌های ریز و درشت دانه‌ها دانست. در فرآیند مخلوط کردن بتن‌های پلیمری از آب، که یک پای همیشگی مصالح بتنی است استفاده نمی‌کنیم و به جای اب از رزین مایع (مونمر) استفاده می‌کنیم. در واقع مولکول‌های رزین مایع به عنوان مونومر فرایند ما عمل می‌کنند و باعث سفت و سخت شدن و مقاومت بالا و مهمتر از همه باعث چسبانندگی می‌شوند و مولکول‌های بزرگتر را تشکیل می‌دهند. فرایند پلیمری شدن:نحوهٔ تشکیل بتن‌های پلیمری (روش ساخت)طی پلیمر شدن و فرایند مخلوط بتن و پلیمر، مولکول‌های رزین مایع به عنوان مونومر به صورت پیوند شیمیایی به همدیگر وصل می‌گردند تا گونه‌ای (نوعی) پلاستیک سفت و مقاوم به نام پلیمر را به وجود آورند.دلایل مهم استفاده از پلیمر در بتن:همان‌طور که گفتیم برای افزایش بهره‌وری و طول عمر بتن و مقاومت آن در برابر انواع تنش‌ها و فشار و شرایط محیطی از پلیمرها و فرایند پلیمری شدن بهره گرفتیم. به این علت که پلیمرها دارای خواص ضد سایش و ضد خوردگی را در برابر عومل سایش دارند. دارای سبکی و وزن کم نسبت به سایر مواد افزودنی- امکان ترمیم و تعمیر تخریب‌های موجود در پل‌ها، بزرگراه‌ها و سازه‌های آسیب دیده،برای زیباسازی فضای شهر و معماری،مقاومت بالا نسبت به سایر افزودنی‌ها در برابر شرایط محیطی.
عمل آوری بتن پلیمری:بتن‌های پلیمری علی‌رغم سایر ترکیبات بتنی به سرعت با شرایط محیطی مطابقت میابند و سریع سفت و سخت می‌شوند. به‌طوری که طی همان ساعات اولیه (حدود یک ساعت) کاملاً مستحکم و سفت می‌شوند؛ لذا در این مدت باید از نفوذ آب جلوگیری کرد تا اب به آن نفوذ نکند. باید توجه داشت که اگر دمای محیط کمتر از ۱۲ درجهٔ سانتیگراد باشد سرعت واکنش بسپار (پلیمر) پایین آمده و کاهش خواهد یافت و برای اینکه این اتفاق نیافتد دو راه حل پیشنهاد می‌شود؛ یا باید واکنش دهنده‌های فرایند غلیظ باشند یا باید در شروع واکنش دما بین ۷ تا ۲۰ درجهٔ فارنهایت باشد.
انواع پلیمرهای مصرفی در بتن:
1. پلی استر
2. پلی پلیمر-استیرن
3. متیل متاکلریت
4. بتن پلیمری

انواع بتن‌های پلیمری:
بتن‌های پلیمری را می‌توان به چند دسته تقسیم کرد که مهم‌ترین آنها عبارتند از:
1. بتن‌هایی که توسط پلیمرها باردار می‌شوند و به اصطلاح PLC گفته می‌شود. این نوع بتن‌ها توسط یک سیستم مونومری باردار می‌شوند و سپس فرایند پلیمری شدن شروع می‌شود.
2. بتن‌های سیمان-پلیمر و به اصطلاح PCC که شامل نوعی مونومر که به مخلوط آب و بتن می‌افزایند و سپس فرایند پلیمری شدن را شروع می‌کنند.
3. بتن‌های پلیمری یا همان PC که شامل یک نوع سیستم مرکب تشکیل یافته از سنگریزه‌ها و پراکندگی در مونومر هایشان هستند که بعد از این پراکندگی فعالیت پلیمر شدن آغاز می‌گردد.
4. بتن‌های گوگورد پلیمر (PSC) که شامل ترکیبی از بتن و گوگرد که به وسیلهٔ پلیمرها خاصیت آنها را تصحیح می‌کند.

طریقهٔ ساخت و تولید بتن‌های پلیمری در حالت غیر جامد:
بتن‌های پلیمری را از پرکننده‌های‌های معدنی و در بعضی مواد آلی می‌سازند و این پرکننده‌ها باعث می‌شوند که خواص بتن‌های پلیمری به مراتب بهتر از بتن‌های سیمانی شوند و می توانند سبب افزایش مقاومت فشاری و تا حدودی مقاومت کششی شوند. به عبارت دیگر می‌توان گفت به کمک تغییر این پرکننده‌ها میتوان خاصیت بتن‌های پلیمری را تغییر داد.
پرکننده‌های پلیمری از دو بخش تشکیل یافته‌اند: ۱- جز سفت ۲- جز نرم.جز زبر که معمولاً دانه بندی‌های درشت در ان دیده می‌شود و جز نرم که برعکس شامل دانه بندی‌های ریز است.از پرکننده‌های نرم می‌توان به سنگ‌های پرلیت، رسی و حتی سنگ پا اشاره کرد؛ و از پرکننده‌های سفت می‌توان از ریت؛ هماتیت و قطیر نام برد.مزایای پرکننده‌های نرم و سفت:از پر کننده‌های نرم برای جلوگیری از حجم اضافع ی بتن و به اصطلاح کاهش حجم‌های خالی بتن استفاده کرد.مانند پودر سیلیس، خاکستر، کربنات کلیسم، میکلا و … .با استفاده از این پرکننده‌های معدنی و آلی می‌توان در بتن خاصیت رسانایی و الکتریکی ایجاد کرد و حتی باعث استحکام و مقاومت در برابر ضربه و تنش شد.
خواص بتن‌های پلیمری:از خواص این بتن‌ها می‌توان به خاصیت جذب و نگهداری آب پایین آن اشاره کرد، استحکام و مقاومت زیاد در برابر عوامل فیزیکی و اصطحکاکی چون سایش و خوردگی، پایداری در برابر واکنش‌های شیمیایی، مقاومت زیاد در برابر ترک خوردگی در فصل زمستان به دلیل پایداری آن در برابر یخ زدگی و ذوب